# Trận Vouillé
Trận Vouillé — hay Vouglé (từ tiếng Latinh Campus Vogladensis) — là trận đánh diễn ra ở các biên trấn phía bắc vùng lãnh thổ Visigoth, tại Vouillé gần Poitiers (xứ Gaul), vào mùa xuân năm 507 giữa người Frank dưới sự thống lĩnh của Clovis và người Visigoth dưới sự chỉ huy của vua Alaric II.

## Diễn biến

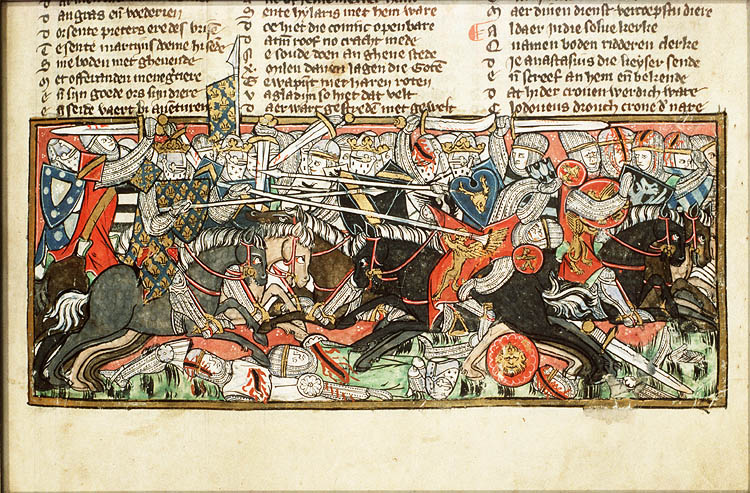
Trận Vouillé được miêu tả vào thế kỷ 14

Đại quân của Clovis di chuyển chậm dần do trời mưa làm nước sông Vienne dâng cao, nhờ vậy lực lượng của ông mới có thể đối mặt với quân Visigoth tại phía nam Vouillé. Dựa vào đội cung tiễn đóng ở gần đại quân của mình, Clovis bèn điều một phần cánh quân còn lại xông vào đánh giáp lá cà với quân Visigoth. Trong lúc cận chiến Clovis bị nghi ngờ là đã ra tay hạ sát vua Alaric của người Visigoth, nhân đó khiến quân Visigoth đại bại và tháo chạy tán loạn.

## Hậu quả
Sau khi Clovis giành thắng lợi trong trận đánh này, Hoàng đế Đông La Mã Anastasius liền phái sứ giả tới phong tặng những danh hiệu cao quý dành cho ông như quan chấp chính (consul) và quý tộc (patriciate). Cuộc chiến đã buộc người Visigoth phái triệt thoái về miền Septimania, mà họ vẫn tiếp tục giữ vững, trong khi thành công tại Vouillé cho phép người Frank nắm quyền kiểm soát phần phía tây nam nước Pháp và chiếm giữ thành Toulouse. Đứa con ngoại hôn của Alaric là Gesalec đã cố gắng tổ chức một cuộc phản công tại Narbonne, nhưng lại bị phế truất và cuối cùng chết thảm khi đồng minh của người Frank là người Burgundy công chiếm Narbonne.